# Hermon, Maine
Hermon är en kommun i Penobscot County i delstaten Maine, USA.